# Luhanske
Luhànske (en (ucraïnès): Луганське, en rus: Луганское, Lugànskoie) és un poble de la República Autònoma de Crimea a Ucraïna, que el 2014 tenia 1.129 habitants. Pertany al districte rural de Djankoi.